# Saint-Sébastien-de-Raids
Saint-Sébastien-de-Raids és un municipi francès situat al departament de la Manche i a la regió de Normandia. L'any 2007 tenia 345 habitants.

## Demografia

### Població
El 2007 la població de fet de Saint-Sébastien-de-Raids era de 345 persones. Hi havia 130 famílies de les quals 24 eren unipersonals (4 homes vivint sols i 20 dones vivint soles), 27 parelles sense fills, 59 parelles amb fills i 20 famílies monoparentals amb fills.
La població ha evolucionat segons el següent gràfic:
Habitants censats

### Habitatges
El 2007 hi havia 147 habitatges, 132 eren l'habitatge principal de la família, 5 eren segones residències i 10 estaven desocupats. 143 eren cases i 2 eren apartaments. Dels 132 habitatges principals, 106 estaven ocupats pels seus propietaris, 24 estaven llogats i ocupats pels llogaters i 2 estaven cedits a títol gratuït; 4 tenien dues cambres, 13 en tenien tres, 31 en tenien quatre i 84 en tenien cinc o més. 102 habitatges disposaven pel capbaix d'una plaça de pàrquing. A 54 habitatges hi havia un automòbil i a 69 n'hi havia dos o més.

### Piràmide de població
La piràmide de població per edats i sexe el 2009 era:
| Homes | Edats   | Dones |
| ----- | ------- | ----- |
| 0     | 95 o +  | 0     |
| 0     | 90 a 94 | 4     |
| 4     | 85 a 89 | 0     |
| 4     | 80 a 84 | 4     |
| 0     | 75 a 79 | 0     |
| 4     | 70 a 74 | 12    |
| 8     | 65 a 69 | 4     |
| 8     | 60 a 64 | 4     |
| 4     | 55 a 59 | 8     |
| 8     | 50 a 54 | 0     |
| 8     | 45 a 49 | 8     |
| 12    | 40 a 44 | 12    |
| 16    | 35 a 39 | 24    |
| 8     | 30 a 34 | 4     |
| 4     | 25 a 29 | 8     |
| 12    | 20 a 24 | 8     |
| 32    | 15 a 19 | 20    |
| 24    | 10 a 14 | 12    |
| 16    | 5 a 9   | 0     |
| 4     | 0 a 4   | 0     |

## Economia
El 2007 la població en edat de treballar era de 220 persones, 176 eren actives i 44 eren inactives. De les 176 persones actives 161 estaven ocupades (88 homes i 73 dones) i 15 estaven aturades (10 homes i 5 dones). De les 44 persones inactives 15 estaven jubilades, 18 estaven estudiant i 11 estaven classificades com a «altres inactius».

### Ingressos
El 2009 a Saint-Sébastien-de-Raids hi havia 129 unitats fiscals que integraven 337,5 persones, la mediana anual d'ingressos fiscals per persona era de 16.646 €.

### Activitats econòmiques
Dels 16 establiments que hi havia el 2007, 1 era d'una empresa extractiva, 2 d'empreses de fabricació d'altres productes industrials, 6 d'empreses de construcció, 3 d'empreses de comerç i reparació d'automòbils, 1 d'una empresa d'hostatgeria i restauració, 1 d'una empresa financera, 1 d'una empresa immobiliària i 1 d'una empresa de serveis.
Dels 6 establiments de servei als particulars que hi havia el 2009, 3 eren fusteries, 2 lampisteries i 1 restaurant.
L'any 2000 a Saint-Sébastien-de-Raids hi havia 20 explotacions agrícoles que ocupaven un total de 522 hectàrees.

## Poblacions més properes
El següent diagrama mostra les poblacions més properes.